# Fronte della Gioventù

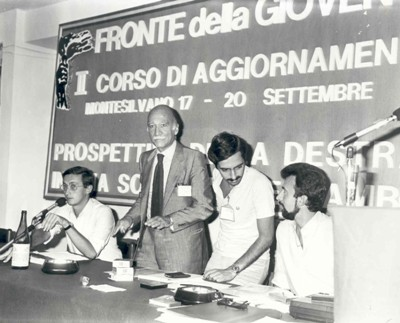
Imatge del secretariat del moviment.

El Fronte della Gioventù (Front de la Joventut) (FdG) fou la secció juvenil del Moviment Social Italià, creada el 1971.
A principis dels anys 70 Massimo Anderson i Pietro Cerullo, va reunir el bona part dels moviments juvenils de dretes del moment, entre els quals destacava Giovane Italia i Raggruppamento Giovanile degli studenti e lavoratori, unint-los en una nova entitat anomenada el Fronte della Gioventù, amb Anderson com secretari i Cerullo com a president. El consell nacional del FdG es va establir el 6 de setembre de 1971.
Com a moltes altres organitzacions del moment, que no tenien una línia política basada només en l'esfera institucional, el Front de Joventut es va posicionar contra la violència política que va marcar els anomenats Anys de Plom a itàlia. La dimensió violenta de l'enfrontament polític que va implicar els militants del FdG amb altres forces polítiques, en particular contra col·lectius de l'extrema esquerra extraparlamentària, va arribar a causar la mort de militants de dretes i esquerres. Destaca especialment la Massacre d'Acca Larentia.
El 1996, després de la transformació del Moviment Social italià a Aliança Nacional, el Front de Joventut també va canviar el seu nom i esdevenia Azione Giovani.

## Secretaris nacionals
- Massimo Anderson (1971–1977)
- Franco Petronio (regent) (1977)
- Gianfranco Fini (1977–1988)
- Gianni Alemanno (1988–1991)
- Riccardo Andriani (1991–1993)
- Giuseppe Scopelliti (1993–1995)
- Comitè de regència (1995–1996)
- Basilio Catanoso (1996)

## Remissions
1. ↑  La fiamma e la celtica, Nicola Rao
2. ↑   «Roma, una strage lunga 40 anni: per Acca Larenzia i morti furono sette». Secolo d'Italia, 07-01-2018.
3. ↑   «AN: Muoiiono FUAN e FDG, Nasce 'Azione Giovani'» (en italià). Adnkronos, 06-09-1996.